# Victor Bockris
Victor Bockris (* 23. července 1949, Sussex, Anglie) je britský spisovatel. Absolvoval Pensylvánskou univerzitu a v sedmdesátých letech založil nakladatelství Telegraph Books, které vydalo první sbírku básní od Patti Smith. Je například spoluautorem knih Nadoraz: Příběh The Velvet Underground (The Velvet Underground), S Williamem Burroughsem: Zpráva z Bunkru (William Seward Burroughs), Keith Richards: The Biography (Keith Richards), Warhol: The Biography (Andy Warhol) nebo What's Welsh for Zen Johna Calea. Je také autorem knihy o Patti Smith.